# 天津英国文法学校主楼
天津英国文法学校主楼，为原坐落于天津英租界的天津英国文法学校（Tientsin Grammar School，也称英国公学）的校舍主楼，由永固工程司库克和安德森设计。该建筑筹建于1926年，该建筑于1928年建成投入使用，位于当时的天津英租界怡丰道（Avon Road）及都柏林道（Dublin Road）的转弯处（今天津市和平区湖北路与郑州道交口的湖北路59号）。
目前，该建筑目前是天津市文物保护单位和重点保护等级历史风貌建筑，并作为天津五大道近代建筑群的重要组成部分，被中华人民共和国国务院批准为全国重点文物保护单位。。现为天津市第二十中学主教学楼。

## 大事记

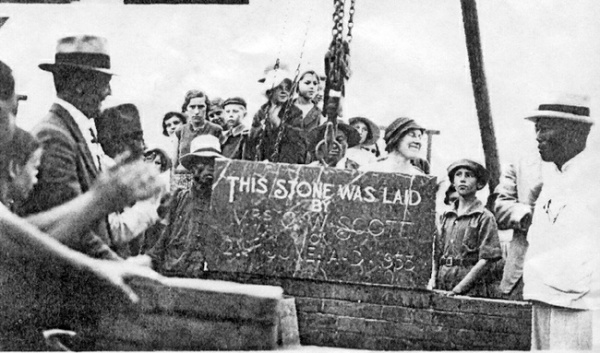
1926年英国文法学校举行奠基仪式

- 1926年，在天津英租界剑桥道和马场道之间，天津英国工部局奠基建设天津英国文法学校。
- 1928年，建成并投入使用，英国文法学校搬入，该校对一切外国侨民开放，设备紧张时，优先录取英国儿童。
- 1941年，太平洋战争爆发，日本占领英国文法学校并改为宫岛小学。
- 1942年，1941年成立于日本宫岛西町的宫岛女子高级中学迁校至此。[4][5]
- 1945年，太平洋战争结束，日本投降，第二次世界大战正式结束。宫岛女子高级中学撤出。英国曾试图恢复英国文法学校，未果，成为办公用房。

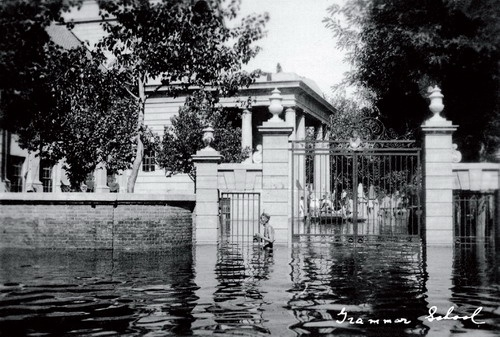
1939年天津水灾中的文法学校

- 1947年3月，天津市地方行政干部党政训练团宣告成立，团主任杜建时，教育长曹仲麟，选定第十区湖北路85号（今湖北路59号）为团址。同年5月正式开办第一期，先后举办七期，至1948年10月结束。[6]
- 1949年1月，天津解放，建筑主楼为天津市民政局所用。
- 1954年，在天津市第二十中学校长沈慧儒争取下，天津市人民政府批准将市民政局办公用房（今和平区湖北路59号原英国文法学校）归属天津市第二十中学。
- 1955年，天津第二十中学搬入该建筑至今。
- 1987年，中英两国政府签署协定，了结了历史上两国间遗留下的全部资产问题。天津英国文法学校财产收归中国所有。
- 1992年，建筑主体进行大修。
- 2007年，天津市第二十中学示范校工程竣工，建筑主体进行第二次大修。

## 建筑特点

### 建筑外部

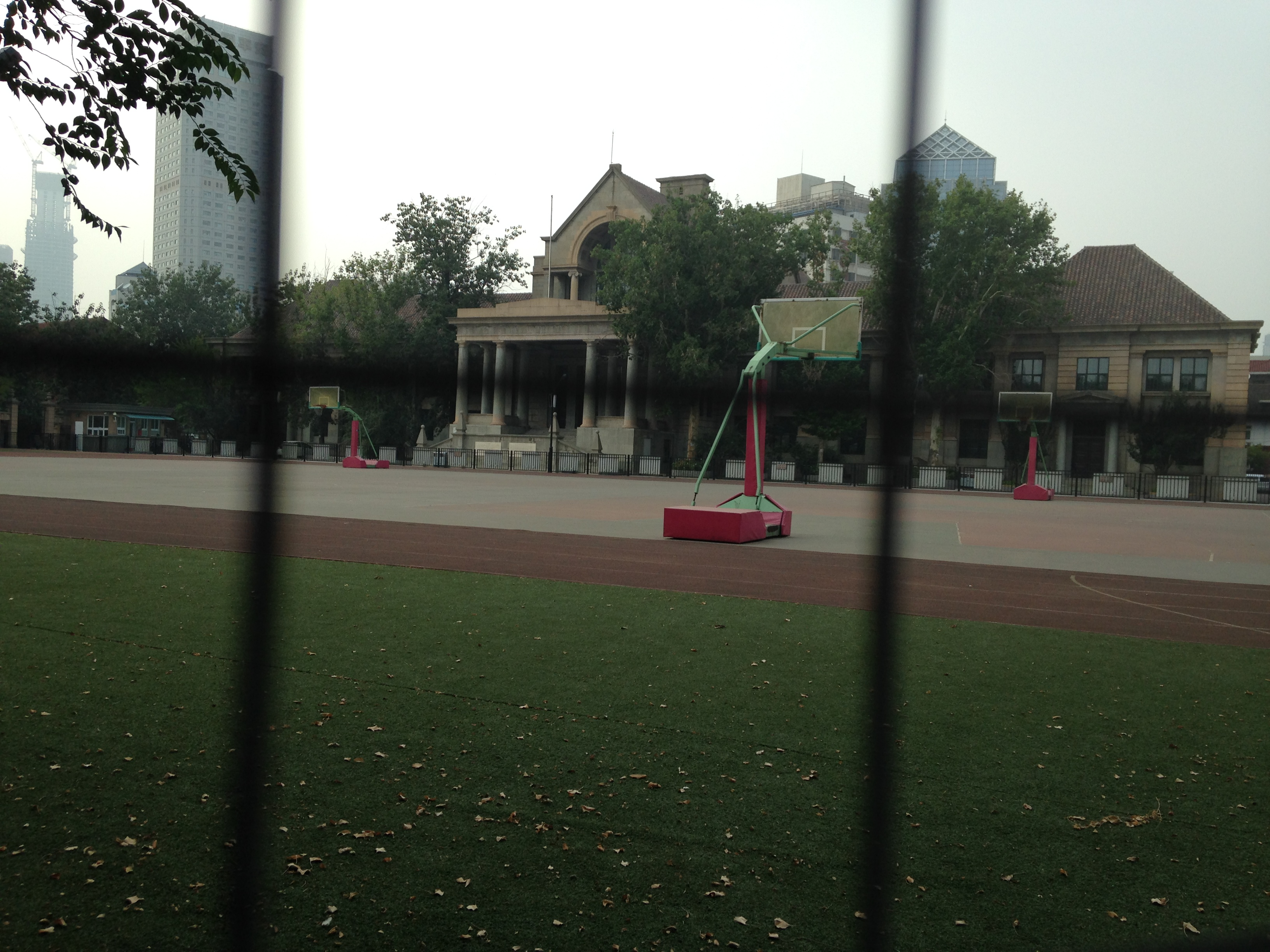

天津英国文法学校主楼全部建筑面积4967平方米，教学大楼总建筑面积3800平方米。建筑主体为二层砖混结构，局部三层，部分带半地下室。砖墙和柱子承重，现浇钢筋混凝土和钢筋混凝土小肋空心砖楼板，木屋架，多坡筒瓦屋顶，雨水暗排。该建筑坐北朝南，其正面和背立面均为对称式，外檐高级装饰，首层窗户为拱券形，二层以上的窗户为矩形。底部为基座，采用仿青石的斩假石，显得稳重、坚实。基座之上外檐是仿花岗石的水刷石大块分格，石头的质感很强。钢筋混凝土檐口，饰以水平线脚奔驰外檐四周两种不同形式的壁柱相间排列。

### 建筑内部
天津英国文法学校主楼全楼共设有五个出入口，在各出入口附近设置了大台阶和不同形式的楼梯，上下极为方便。主楼平面俯视呈“飞机形”，其中，“机头”部分也就是正中门厅为主入口（正门），内部设有八棵双排塔司干式圆柱支撑上层平台，形成门廊，大厅内两侧采用爱奥尼克式列柱，形成富于变化的空间。门厅上层的阅览室设有大开间、大型的拱券窗，阅览室正面还装饰有大型的柱券、山花。建筑首层房间沿丁字形内长廊设置，两翼设有柱式山花的小门厅。二层中间为门厅和大厅，大厅内高台阶，水磨石地面。局部三层设放映室等。
建筑二楼“机身”建有大礼堂，大礼堂设两层看台，600多个座位。前设舞台，后有放映室，舞台两侧设有上下台口，可不经过礼堂到达舞台，设台口楼梯直达三层演员化妆室。舞台上配有钢板制做的安全防火幕，靠两台卷扬机带动。大礼堂还设有折线形天花板，护墙板及二层看台的U形回廊和栏板，均采用全包镶高级木装修。这些设施在当时相当先进。“机身”其余部分设有校长室，接待室、工作间、物理和化学实验室、阶梯形讲堂及光学室等。“飞机”的东西两架“机翼”部位分为两层，朝南的部分是八间教室，北向是助理校长室、男教师办公室、女教师办公室、医务室、衣帽间以及男、女卫生间等。其中，教室内部设有可升降黑板，向阳面外檐窗采用法国进口深绿色玻璃使室内光线柔和，为中轴旋转开启式外檐窗，外檐窗底部设小活扇，以利通风。办公室内设有衣帽间和卫生间。“机尾”部分左右各设柱式门厅，既是一楼的次要出入口，又是通往楼梯间到达二层，作为礼堂的附助楼梯和安全疏散口。该建筑是一座具有西洋古典主义建筑风格和英国地方传统建筑风格的西洋建筑。

## 相关影视作品

### 电影
- 《南京！南京！》
- 《梅兰芳》

### 电视剧
- 《玉碎》[9]
- 《马永真》
- 《今生今世》

## 内部链接
- 天津市第二十中学